# Antoa
Antoa est une localité située dans le département de Boussouma de la province du Sanmatenga dans la région Centre-Nord au Burkina Faso.

## Géographie
Antoa est situé à 1 km au sud de Fatin, à 12 km à l'est de Boussouma, le chef-lieu du département, et à 30 km au sud-est du centre de Kaya, la principale ville de la région. Le village est traversé par la route régionale 7 et se trouve à 7 km à l'ouest Forgui et de la route nationale 15 reliant Kaya à Boulsa.

## Économie
L'activité du village est essentiellement agro-pastorale

## Éducation et santé
Le centre de soins le plus proche d'Antoa est le centre de santé et de promotion sociale (CSPS) de Fatin tandis que le centre médical avec antenne chirurgicale (CMA) de la province se trouve à Boussouma et que le centre hospitalier régional (CHR) est à Kaya.
Le village possède une école primaire publique.